# San Jose, Bắc Samar

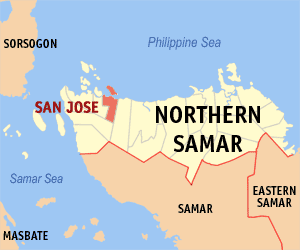
Bản đồ Northern Samar với vị trí của San Jose

San Jose là một đô thị hạng 5 ở tỉnh Northern Samar, Philippines. Phía bắc đô thị này giáp Thái Bình Dương, phía đông giáp đô thị Bobon, phía nam giáp đô thị Victoria, phía tây giáp đô thị Rosario. Tổng diện tích là 8.867 héc ta.
Theo điều tra dân số năm 2000, đô thị này có dân số 13.564 người trong 2.729 hộ.

## Barangay
San Jose được chia thành 16 barangay.
| - Aguadahan - Bagong Sabang - Balite - Bonglas - Da-o - Gengarog - Geratag - Layuhan | - Mandugang - P. Tingzon - San Lorenzo - Tubigdanao - Barangay North - Barangay South - Barangay East - Barangay West |